# Oxwich

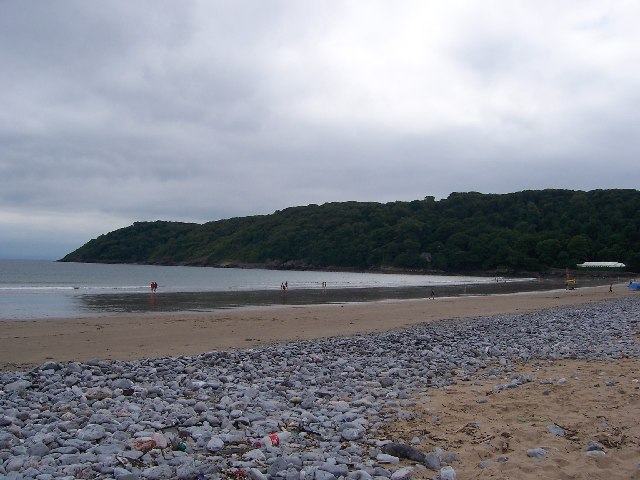
Oxwich Point

Oxwich (200 ab. ca.) è una località balneare del Galles sud-orientale, situata nella Penisola di Gower, di fronte alla Baia di Oxwich (Canale di Bristol, Oceano Atlantico) e facente parte - dal punto di vista amministrativo - della contea di Swansea (contea cerimoniale: Glamorgan).

## Geografia fisica

### Collocazione
Oxwich si trova lungo la costa sud-orientale della Penisola di Gower, tra Port Eynon e The Mumbles (rispettivamente ad est della prima e ad ovest della seconda), a circa 20 km ad ovest di Swansea.

## Storia
Oxwich fu, tra il 1762 e il 1773, il centro della nascita del Metodismo nella Penisola di Gower: in quel periodo, infatti, il teologo inglese John Wesley (1703-1791) si stabilì in una casa dal tetto di paglia del villaggio.

## Economia

### Turismo
La località è frequentata dagli amanti del windsurf.

## Edifici e luoghi d'interesse

### Castello
Il monumento più noto di Oxwich è il castello, un edificio ora in rovina eretto in epoca Tudor su un promontorio che si affaccia sulla baia di Oxwich (Oxwich Bay) e sulle rovine di una preesistente fortezza risalente al XIV secolo.
L'edificio è posto sotto la tutela del Cadw.
|  |  |

### Oxwich Nature Reserve
L'Oxwich Nature Reserve è una riserva naturale della superficie di 289 ettari, che ospita varie specie di uccelli, piante delle dune, frassini, querce, ecc.